# Beseler (Glockengießer)
Die Familie Beseler war eine Familie von Geschütz- und Glockengießern in Rendsburg. 

## Geschichte
Die Familie ging zurück auf Barthold Jonas Beseler den Älteren, der 1757 das königlich dänische Privileg für den Guss von Glocken und Geschützen kaufte. Damit eröffnete er eine eigene Gießerei in Rendsburg. Die Kirchengemeinden der Region mussten damit nicht länger Glocken aus Lübeck und Hamburg beziehen, was langwierig und teuer war.
Angehörige der Familie gossen circa 380 dokumentierte Glocken, von denen die meisten während der Weltkriege zerstört wurden. Wie viele Geschütze und Gebrauchsgüter aus den Hütten der Beselers stammten, ist unbekannt. Die Produktion, die Rendsburg überregional bekannt machte und der Familie zu Ansehen und Wohlstand verhalf, endete 1871.
Auch der dänische Kammerrat Cay Hartwig Beseler und dessen Nachfahren, darunter Otto Beseler, Hans von Beseler und Gerhard von Beseler, entstammen dieser Familie.

## Siegel
In ihrer Werkstatt verwendeten die Beselers ein Siegel, das ein Geschützrohr, eine Glocke und einen Mörser darstellt. Außerdem versahen sie ihre Werke mit der Umschrift DAS STÜCK U. GLOCKEN GIESER BESELER IN SIEGEL IN RENDSBURG AO. 1758.

## Familienmitglieder
Zu den Mitgliedern der Familie gehörten in chronologischer Reihenfolge:
- Barthold Jonas Beseler der Ältere (1721–1803)
- Barthold Jonas Beseler der Jüngere (1764–1814)
- Barthold Christian Beseler (1789–1821), Glockengießer
- Jakob Friedrich Beseler (1790–1876), Glockengießer
- Barthold Heinrich Michael Beseler (1812–1895), Glockengießer